# Vandopsis lissochiloides
Vandopsis lissochiloides är en orkidéart som först beskrevs av Charles Gaudichaud-Beaupré, och fick sitt nu gällande namn av Ernst Hugo Heinrich Pfitzer. Vandopsis lissochiloides ingår i släktet Vandopsis och familjen orkidéer. Inga underarter finns listade i Catalogue of Life.

## Bildgalleri

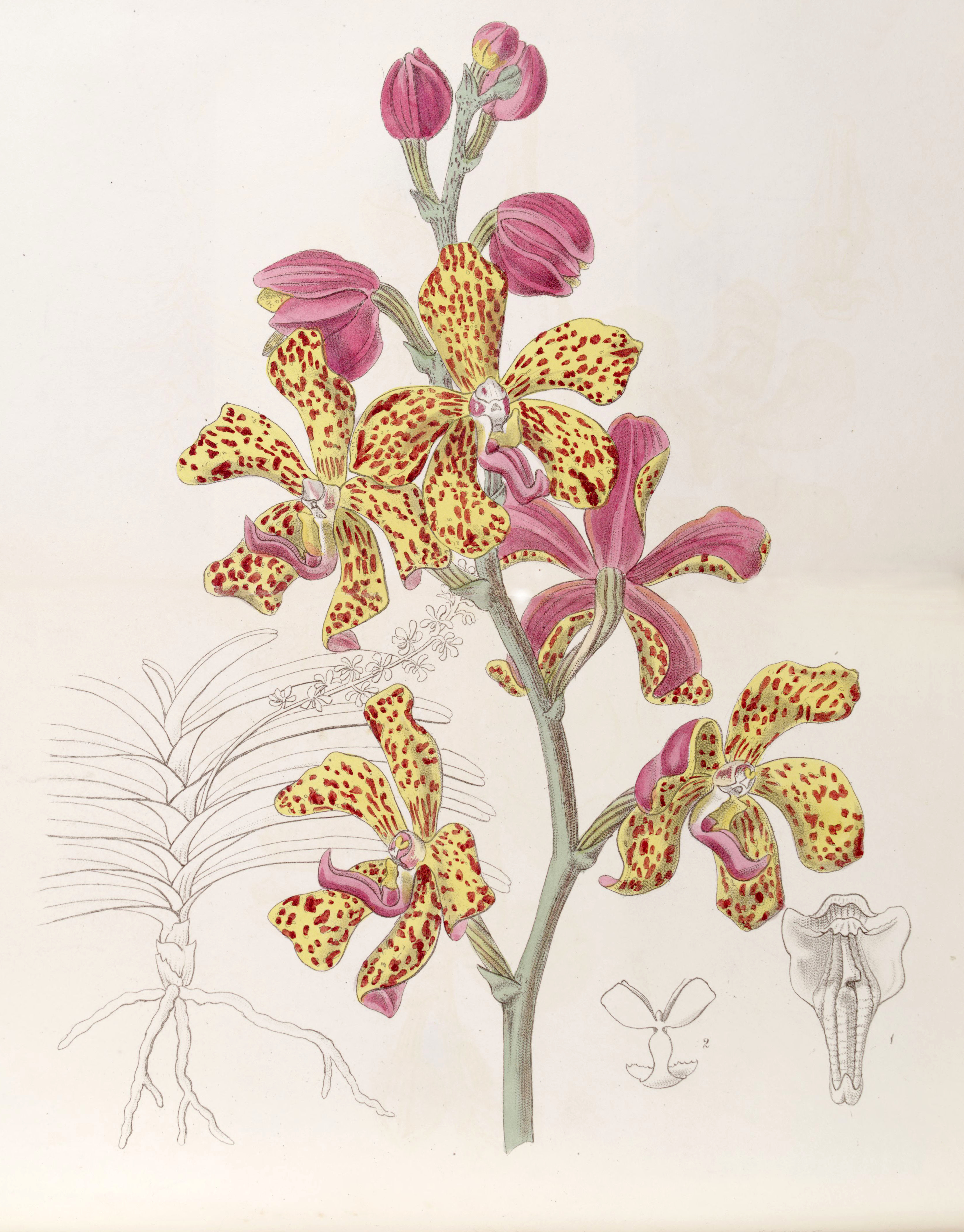
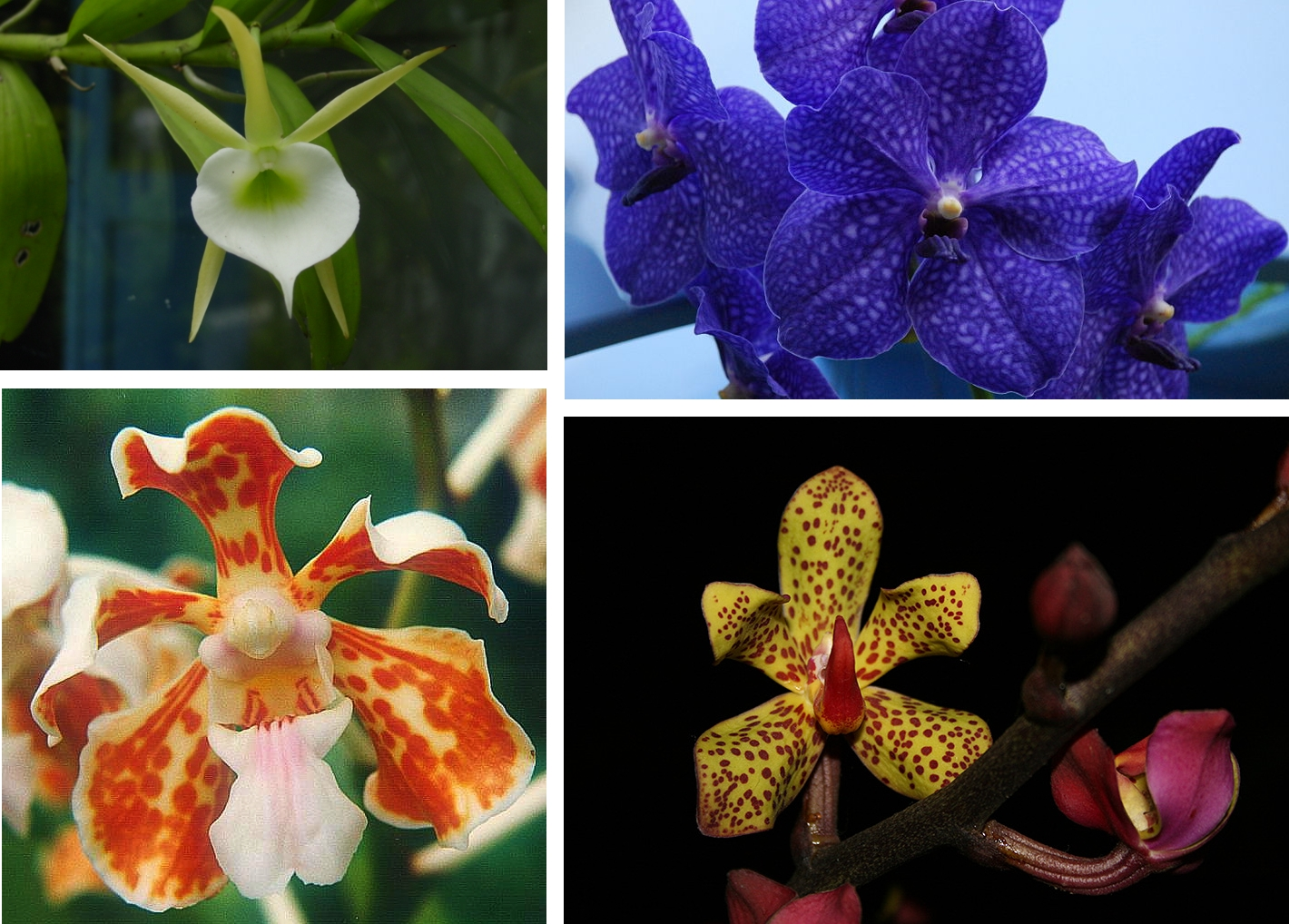